# 續資治通鑑長編
《續資治通鑑長編》，共九百八十卷，南宋李焘編撰，費時約40年。記載起自宋太祖趙匡胤建隆元年（960年），迄於宋欽宗趙桓靖康二年（1127年），記北宋九朝167年史事。

## 成書
李焘在任华阳县主簿时，即有心编撰《续资治通鉴长编》，并开始准备材料。據周密的《癸辛雜識》載，李燾在搜集材料時，“作木廚十枚，每廚作抽替匣二十枚，每替以甲子誌之。凡本年之事，有所聞，必歸此匣，分月日先後次第之，井然有條”，因卷秩龐大，前後分4次上進。加上《舉要》68卷，《修換事總目》10卷，《總目》5卷，總計1063卷。
宋孝宗隆興元年（1163年）、乾道四年（1168年）、淳熙元年（1174年），分別奏上書稿。隆兴元年（1163年），李焘第一次奏进17卷《续资治通鉴长编》，进书状中有说明，“臣尝尽力史学，于本朝故事尤切欣慕。每恨学士大夫，各信所传，不考诸实录、正吏，纷错难言。”乾道四年（1168年），又奏进太祖至英宗五朝的《续资治通鉴长编》共108卷。淳熙元年（1174年），进书神宗至钦宗四朝。淳熙九年（1182年）全書完成，並稱“臣累次进所谓《续资治通鉴长编》，今重别写进，共九百八十卷计六百册。”。为了这部巨著，李焘“网罗收拾40年”，“精力几尽此书。”由秘书省抄写，藏于皇家秘室。

## 評價
李燾遍取正史、實錄、政書，“旁采异闻，补实录，正史之阙略；参求真是，破巧说、伪辨之纷纭”，体例仿司马光《资治通鉴》，本於“寧失於繁，無失於略”的原則，長編內容異常“翔實”﹐史料丰富，宋神宗朝每年史事記有9卷，宋哲宗朝每年史事記有15卷，有記載不同者，則旁徵博引，“使眾說咸會於一”，並仿《资治通鉴考異》之法，自撰注文，以存異說。如《長編》卷20，太平興國四年（979年）記楊繼業事，依據路振《九國志》之說；但李燾在注文中又引《三朝國史·楊業傳》的記載，別為一說，且云：“今但從《九國志》，更須考之。”
李焘“耻读王氏（安石）书”，但在《长编》的正文和注文中也能公正、客观地评价王安石变法，“……曾布云，熙宁三年九月二十五河仓条贯。按此乃是八月二十七日立仓法，旧纪书癸末诏诸仓给受概量者，临时多寡，并缘为奸，刻军食十当三四，其增诸仓役人禄，立勾取重法，由是岁减运粮卒，坐法者五百余人，奸盗以故得不纵，后推及内外吏，吏始重仍法。新纪削去，削去其谀辞可也，如立仓法安可不书。”。
南宋学者叶适說：“李氏《续通鉴》，《春秋》之后才有此书”。
朱彝尊认为：“宋儒史学以文简为第一，盖自司马君实、欧阳永叔书成，犹有非之者，独文简（李焘）免于讥驳。”
《四庫總目提要》說：“淹贯详赡，固读史者考证之林”，但也提到缺點：“虽采摭浩博，或不免虚实并存，疑信未见，未必一一皆衷于至当。不但，太宗斧声烛影之事于《湘山野录》考据未明，遂为千古之疑窦”。

## 卷数与佚補
據趙希弁《讀書附志》及馬端臨《文獻通考》所述，《續通鑑長編》各紀卷數為：宋太祖朝十七卷，宋太宗朝二十六卷，宋真宗朝四十五卷，宋仁宗朝七十八卷，宋神宗朝二百二十八卷，宋哲宗朝二百二十卷，宋徽宗朝三百二十三卷，宋欽宗朝三十四卷。
然而原本卷帙浩繁，在宋元间就多有亡佚，所谓的“今本”是清乾隆修《四庫全書》時，從《永樂大典》中輯出的，但各朝卷数与上述记载多有出入：宋真宗朝多出十二卷，宋仁宗朝多出二十二卷，宋神宗朝缺八十五卷，宋哲宗朝缺五十二卷，宋徽宗、钦宗朝全缺。在纪年上表现为：缺宋英宗治平四年（1067年）四月至宋神宗熙宁三年（1070年）三月、宋哲宗元祐八年（1093年）七月至绍圣四年（1097年）四月、宋徽宗元符三年（1100年）二月至宋钦宗靖康二年（1127年）二月期间的纪事。
清嘉庆二十四年（1819年）有张金吾用活字排印「爱日精庐本」。光绪七年（1881年），浙江巡抚谭钟麟命秦緗業、黃以周等取楊仲良《皇宋通鑑長編紀事本末》以補李書之缺（《續資治通鑑長编拾补》），今存520卷。
現今遼寧省圖書館收藏有南宋麻沙刻本，宋版五朝本《續資治通鑑長編》一百零八卷。

## 研究
- 《续通鉴长编考略》，作者：裴汝成、许沛藻。